# Bratoniszki (gmina Rzesza)
Bratoniszki, Brataniszki (lit. Bratoniškės) – wieś na Litwie, w okręgu wileńskim, w rejonie wileńskim, w gminie Rzesza, nad Wilią.

## Historia
W dwudziestoleciu międzywojennym pięć zaścianków leżących w Polsce, w województwie wileńskim, w powiecie wileńsko-trockim, w gminie Rzesza. W 1931 miejscowości liczyły:
- Brataniszki I – 12 mieszkańców, zamieszkałych w 1 budynku,
- Brataniszki II – 16 mieszkańców, zamieszkałych w 2 budynkach,
- Brataniszki III – 19 mieszkańców, zamieszkałych w 3 budynkach,
- Brataniszki IV – 10 mieszkańców, zamieszkałych w 3 budynkach,
- Brataniszki V – 7 mieszkańców, zamieszkałych w 2 budynkach[2].

Część zaścianków położona była na przeciwnym brzegu Wilii i współcześnie stanowią osobną miejscowość.
Po II wojnie światowej w granicach Związku Sowieckiego. Od 1991 na niepodległej Litwie.

## Ludzie związani z miejscowością
- Stanisław Witkowski (ur. w 1915 w Bratoniszkach) – mierniczy, ppor. rezerwy Wojska Polskiego, ofiara zbrodni katyńskiej[4]